# Szücs István (tanár)
Szűcs István (Kecskemét, 1868. augusztus 1. – Kecskemét, 1924. július 18.) római katolikus pap, piarista szerzetes, gimnáziumi tanár.

## Élete
Vácott 1885. augusztus 21-én lépett a piarista rendbe. 1887-1888-ban járta a gimnázium 7-8. osztályát Kecskeméten, a teológiát Nyitrán végezte el. 1890. június 26-án szerzetesi fogadalmat tett. 1893. június 23-án szentelték pappá. 1897-ben a Budapesti Tudományegyetemen magyar-latin szakos tanári oklevelet szerzett. 1900-tól bölcseleti doktor. 1892-ben Kecskeméten, 1893-tól Budapesten, 1896-tól Máramarosszigeten, 1899-től Nyitrán és 1903-1924 között Debrecenben volt gimnáziumi tanár.

## Művei
- 1900/1902 Vergilius hatása idyll-költészetünkre. Nyitra
- 1905 A nyitravidéki palócz-nyelvjárás. Magyar Nyelvőr

Cikkei jelentek meg a Máramarosszigeti tanítórendi főgimnázium értesítőjében (1897) és a Nyitrai főgimnázium értesítőjében (1902).